# Marston Morse
Marston Morse (anglès: Harold Calvin Marston Morse)  (Waterville, 24 de març de 1892 - Princeton, 22 de juny de 1977) va ser un matemàtic nord-americà.

## Vida i Obra
Morse va fer els estudis secundaris a la seva vila natal de Waterville (Maine) fins al 1914. A partir d'aquest ane va estudiar matemàtiques a la universitat Harvard en la qual es va doctorar el 1917 sota la direcció de George Birkhoff. Va heredar de la seva mare un notable talent musical i va ser un bon pianista i organista fent, ocasionalment, algunes composicions musicals.
Els anys següents va lluitar al front francès durant la Primera Guerra Mundial, motiu pel qual va ser condecorat amb la Creu de Guerra. En tornar, a partir de 1919, va ser successivament professor de les universitats Harvard, Cornell i Brown, fins al 1926 en que va tornar a Harvard on va romandre fins que el 1935 va ser nomenat professor de l'Institut d'Estudis Avançats de Princeton del qual es va retirar el 1962 com a professor emèrit. Potser un dels motius que el va portar a abandonar Harvard va ser el fet que la seva ex-dona, Celeste Phelps, amb qui havia estat casat des de 1922 fins als seu divorci el 1930, es casés amb William Fogg Osgood, quaranta anys més gran, i que va resultar un petit escàndol a la universitat. Durant la Segona Guerra Mundial també va ser consultor científic del US Ordnance Corps.
Morse va ser un autor molt prolífic, va publicar 176 articles (sol o conjuntament) i set llibres. Les seves contribucions més importants van ser en topologia i avui es coneixen com la teoria de Morse, que estudia la forma com els punts crítics d'una corba definida en una varietat afecten la forma topològica d'aquest espai. Els seus interessos culturals s'estenien molt més lluny de les seves activitats professionals: ja s'ha comentat el seu interès per la música, però també es va interessar per l'art, la filosofia, la ciència i la religió.